# Ribeirão Barra Nova
Ribeirão Barra Nova är ett vattendrag i Brasilien.   Det ligger i delstaten Paraná, i den södra delen av landet, 900 km söder om huvudstaden Brasília.
Omgivningarna runt Ribeirão Barra Nova är huvudsakligen savann. Runt Ribeirão Barra Nova är det ganska glesbefolkat, med 25 invånare per kvadratkilometer.